# آرثر أونيل
آرثر أونيل (بالإنجليزية: Arthur O'Neill)‏ هو موسيقي أيرلندي، ولد في 1737، وتوفي في 1816.